# HMS Implacable (repülőgép-hordozó)
A HMS Implacable a Brit Királyi Haditengerészet egyik Implacable osztályú repülőgép-hordozója volt.

## Története
A hajó építését a Clydeside-i Fairfield Shipbuilding and Engineering Company hajógyárában kezdték, 1939. február 21-én. A hajó első parancsnoka Lachlan Mackintosh kapitány volt, de őt később Charles Hughes-Hallett kapitány váltotta, még mielőtt, 1945 tavaszán a hajó a Távol-Keletre indult volna.
1944 vége felé, miután a hajó szolgálatba állt, az Implacable repülőgépei támadásokat intéztek a német Tirpitz csatahajó ellen. 1944. november 27-én a hajóról indult Fairey Barracuda típusú repülőgépek lebombáztak két norvég hajót, melyeken Szövetséges hadifoglyokat szállítottak. A Rigel nevű hajón 2571-en vesztek oda, így ez az eset az egyik legnagyobb tengeri katasztrófák egyikévé vált. A két norvég hajót azért bombázták le, mert tévesen német csapatszállító-hajóknak vélték őket.
Az Implacable az európai győzelem napján, 1945. május 8-án érkezett meg Sydney-be, ahol csatlakozott a Brit Csendes-óceáni Flottához. A hajó a HMS Illustrious-t váltotta, amely visszatért az Egyesült Királyságba, hogy javításokat végezzenek rajta.
Az Implacable-n számos repülőgép-típus megfordult, többek között a Fairey Firefly, a Supermarine Seafire vagy a Grumman Avenger.
A repülőgép-hordozó első küldetése a Brit Csendes-óceáni Flottánál a Karolina-szigetek egyik szigetén, Truk-on lévő japán repülőtér elleni támadás volt.
A háború után a hajó továbbra is a Csendes-óceánon maradt, ahol Sir Philip Vian zászlóshajója lett, miután az altengernagy egy időre átvette a Brit Csendes-óceáni Flotta irányítását. Az Implacable 1946. június 3-án tért vissza véglegesen az Egyesült Királyságba.
1946 és 1949 között a hajó a Honi Flotta kötelékében szolgált mint kiképző hajó. 1949 és 1952 között a hajót ismét szolgálatba állították a Honi Flottánál. 1952 januárjától az Implacable-re újból a kiképzőhajó szerep várt, egészen 1954 augusztusáig, amikor a hajót végleg kivonták a hadrendből. A repülőgép-hordozót 1955 novemberében bontották szét Inverkeithingben.

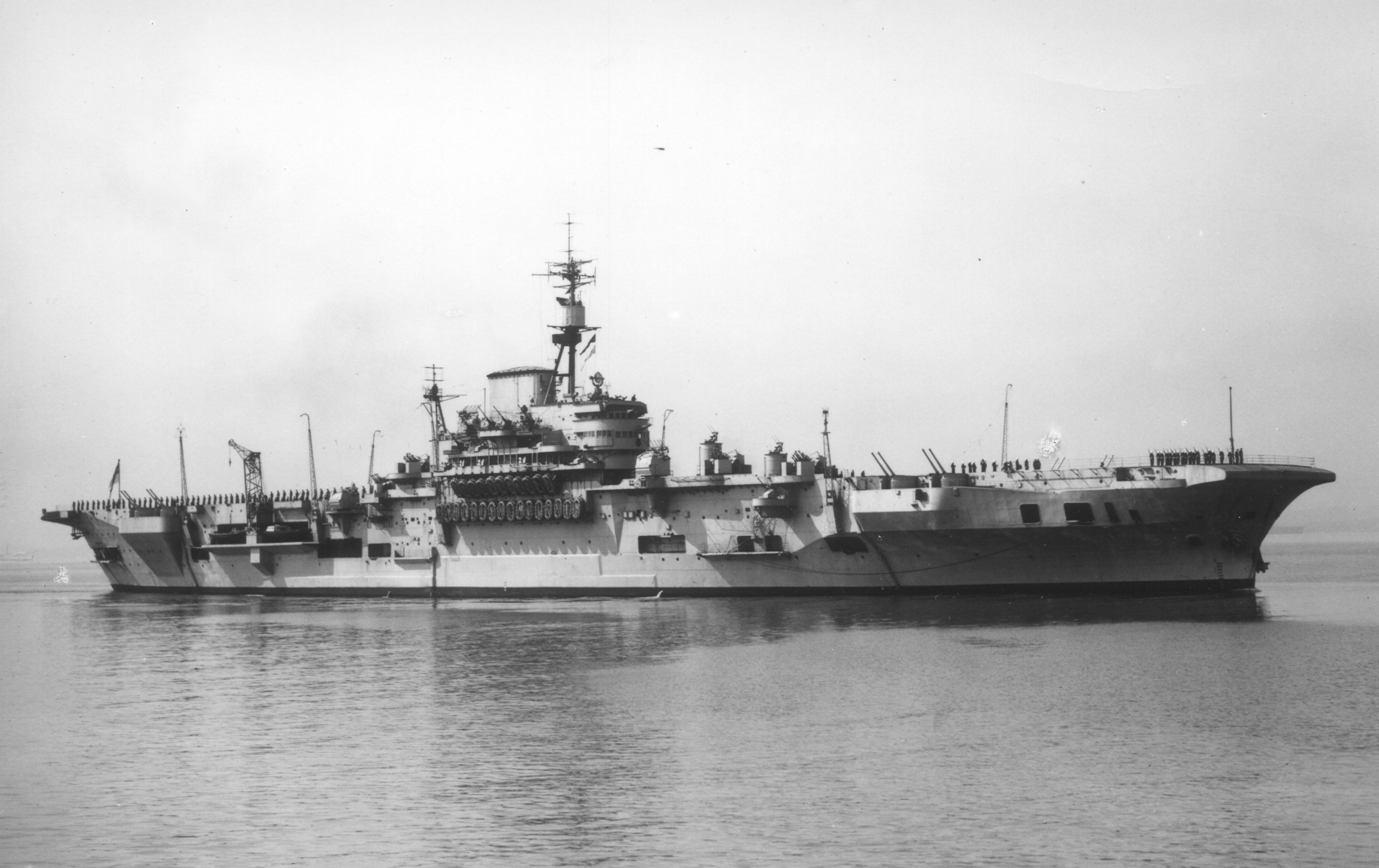
Az HMS Implacable brit repülőgép-hordozó.
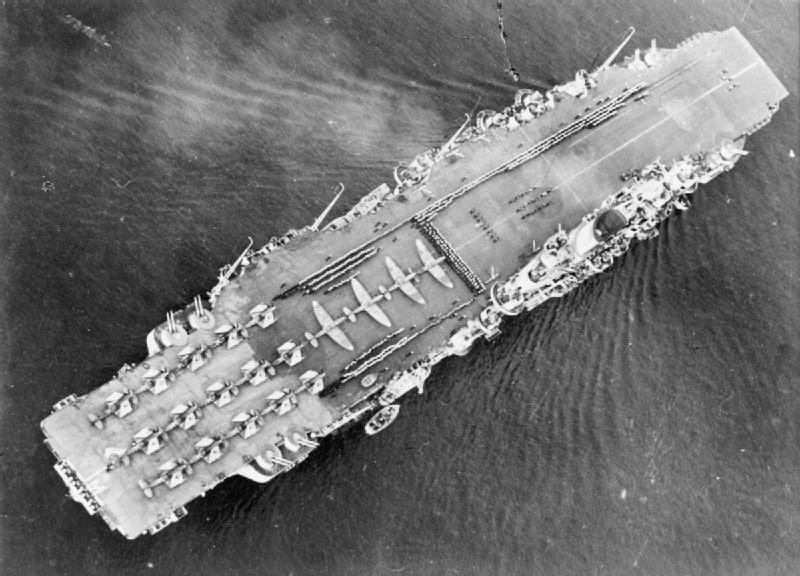
Az HMS Implacable hordozó fedélzete 1945-ben, az ausztráliai Sydney kikötőjében.

## Alkalmazott repülőalakulatok
- 30. tengerészeti vadászezred (30 Naval Fighter Wing): 800 NAS, 801 NAS (1943–1945); NAS – Naval Air Squadron (tengerészeti légiszázad)
- 8. hordozófedélzeti repülőcsoport (8th Carrier Air Group):  801 NAS, 828 NAS, 880 NAS, 1771 NAS (1945-től)

1945 márciusában 81 darab repülőgépet szállított: 48 Seafire-t, 21 Avenger-t és 12 Firefly-t.

## Külső hivatkozások
- Maritimequest HMS Implacable fotógaléria